# Federico Zurlo
Federico Zurlo (Cittadella, 24 februari 1994) is een Italiaans wielrenner die laatstelijk reed voor Giotti Victoria.

## Carrière
In 2016 behaalde Zurlo zijn eerste profoverwinning door de zevende etappe van de Ronde van het Qinghaimeer op zijn naam te schrijven.

## Overwinningen
2011
 Italiaans kampioen veldrijden, Junioren
2012
2e etappe Ronde van Istrië
2013
3e etappe Coupe des Nations Ville Saguenay
Jongerenklassement Coupe des Nations Ville Saguenay
2016
7e etappe Ronde van het Qinghaimeer
2019
5e etappe Ronde van Japan
Puntenklassement Ronde van Japan
3e etappe Ronde van Kumano

#### Resultaten in voornaamste wedstrijden
| Jaar | Ronde van Italië | Ronde van Frankrijk | Ronde van Spanje |
| ---- | ---------------- | ------------------- | ---------------- |
| 2015 |                  |                     |                  |
| 2016 |                  |                     | opgave           |
| 2017 |                  |                     | 149e             |

| Jaar | Milaan-San Remo | Gent-Wevelgem | Ronde van Vlaanderen | Parijs-Roubaix | Ronde van Lombardije | Waalse Pijl |  | Wereldranglijsten |
| ---- | --------------- | ------------- | -------------------- | -------------- | -------------------- | ----------- |  | ----------------- |
| 2015 |                 |               |                      | 59e            | opgave               | 131e        |  |                   |
| 2016 | opgave          | opgave        | 104e                 | opgave         |                      |             |  |                   |
| 2017 | 191e            | 105e          | 77e                  | opgave         |                      |             |  | 386e (UWT)        |

## Ploegen
- 2014 –  UnitedHealthcare Pro Cycling Team (stagiair vanaf 1-8)
- 2015 –  UnitedHealthcare Pro Cycling Team
- 2016 –  Lampre-Merida
- 2017 –  UAE Team Emirates[1]
- 2018 –  MsTina Focus
- 2019 –  Giotti Victoria-Palomar
- 2020 –  Giotti Victoria

Arashiro · Bono · Cattaneo · Cimolai · Conti · M. Costa · R. Costa · Đurasek · Feng · Ferrari · Grmay · Kasjavy · Kump · Meintjes · Modolo · Mohorič · Mori · Niemiec · Petilli · Pibernik · Polanc · Ulissi · Xu · Zurlo · Masnada (stagiair) · Ravasi (stagiair) · Troia (stagiair)
Aït el Abdia · Atapuma · Bono · Consonni · Conti · Costa · Đurasek · Ferrari · Ganna · Guardini · Kump · Laengen · Marcato · Meintjes · Mirza · Modolo · Mohorič · Mori · Niemiec · Petilli · Polanc · Ravasi · Swift · Troia  · Ulissi · Zurlo · Lizde (stagiair) · Raboesjenka (stagiair) · Romano (stagiair)
Andrei · Berlato · Cojanu · Dima · Dobre · Marcelli · Marini · Sdrăilă · Sînza · Stacchiotti · Stan · Zurlo